# Красильников, Алексей Николаевич
Алексе́й Никола́евич Краси́льников (12 октября 1909 — 26 сентября 1979) — советский дипломат.
Член ВКП(б). С 9 декабря 1943 по 8 мая 1946 года был чрезвычайным и полномочным посланником СССР в Исландии. Верительные грамоты вручил 19 марта 1944 года.
Доктор исторических наук, профессор.
Похоронен в Москве на Донском кладбище.